# Thiidae
Thiidae é uma família de crustáceos pertencentes à ordem Decapoda.
Géneros:
- Nautilocorystes Milne Edwards, 1837
- Thia Leach, 1815